# Luiz Vieira Ferreira
Luiz Vieira Ferreira (São Luís, 15 de abril de 1835 – Rio de Janeiro, 6 de janeiro de 1908) foi um Capitão de Estado Maior de Classe que viveu durante o Império e a Primeira República.

## Família
Foi irmão do engenheiro militar capitão Miguel Vieira Ferreira.

## Biografia
Assim como seu irmão, era republicano e liberal, e fez parte do Clube Republicano. Em 1870, ajudou a redigir o Manifesto Republicano. Se demitiu do exército no mesmo dia que assinou o documento.